# Cabomba caroliniana
Cabomba caroliniana A. Gray è una pianta acquatica della famiglia Cabombaceae, originaria del Nuovo Mondo.

## Descrizione
Costituita da uno stelo sul quale crescono dei ciuffi di sottili foglie. I ciuffi crescono a intervalli di un centimetro circa l'uno dall'altro. Sullo stelo crescono dei filamenti bianchi che utilizza per ancorarsi a degli arpigli che pertanto non sono indispensabili alla pianta.